# لاري لوتون
لاري لوتون (بالإنجليزية: Larry Lawton)‏ هو كاتب سير ذاتية أمريكي، ولد في 3 أكتوبر 1961 في نورث هيمبستيد في الولايات المتحدة.

## وصلات خارجية
- لاري لوتون على موقع IMDb (الإنجليزية)